# سیارک ۵۶۲۱
سیارک ۵۶۲۱ (به انگلیسی: 5621 Erb، نامگذاری:1990SG4) پنج هزار و ششصد و بیست و یکمین سیارک کشف شده‌است که در ۲۳ سپتامبر ۱۹۹۰ کشف شد.
قدر مطلق سیارک برابر ۱۳٫۹۰ است.